# Société Provancher d'histoire naturelle du Canada
La Société Provancher (Société Provancher d'histoire naturelle du Canada)  est un organisme à but non lucratif voué à la conservation de la nature dont les réalisations reposent sur l'action bénévole. Le siège social de la Société se situe dans la région de Québec mais ses membres proviennent de toutes les régions de la province. La Société Provancher a pour mission de contribuer à la conservation de la nature. Ses principaux axes d’intervention sont la protection et la gestion de milieux naturels, l’éducation et la diffusion des connaissances dans le domaine des sciences naturelles.

## Histoire
La Société Provancher d'histoire naturelle du Canada a été fondée en 1919 par un groupe de notables de la région de Québec qui s'intéressaient à l'enseignement de l'histoire naturelle dans les écoles et qui s’inquiétaient des abus des chasseurs qui pratiquaient systématiquement le braconnage, sur le modèle des premières Sociétés Audubon créées par George Bird Grinnell aux États-Unis. Ses premières lettres patentes énonçaient ainsi les objectifs de l'association : 

« Étudier l’histoire naturelle en général, et en particulier du règne animal au Canada […]; …en vulgariser les connaissances dans le public, et spécialement dans les écoles, couvents, collèges et universités […]; explorer et étudier, spécialement au point de vue biologique, le golfe et le fleuve Saint-Laurent, lacs, rivières et territoires du Canada […]; rechercher et mettre en pratique les méthodes les meilleures pour assurer la protection, la propagation et l’accroissement des espèces indigènes, le développement de nos ressources cynégétiques et les pêcheries du Canada ; constituer et organiser des commissions d’enquête, d’études […] »

Dès sa création, les stratégies employées par la Société pour atteindre ses objectifs incluaient :
- s'entourer de personnalités prestigieuses au titre de président honoraire, tels que gouverneurs généraux et lieutenants-gouverneurs ;
- offrir aux pouvoirs publics – les gouvernements fédéral et provincial – sa collaboration en échange de leur coopération et de leurs subventions annuelles ;
- s'affilier à des « sociétés semblables et recevoir leur affiliation » ;
- susciter la recherche scientifique grâce à des correspondants canadiens et étrangers reconnus, dont les écrits, publiés dans le RAPPORT ANNUEL, permettraient à la Société un rayonnement nord-américain ;
- acquérir « des réserves et territoires » pour aider à atteindre ses objectifs de conservation et d'éducation[2].

En 1993 des lettres patentes supplémentaires ont été accordées à la Société dans le but de recentrer ses objets et de les mettre à jour. Comme premier objet inscrit dans la charte de 1993, il est précisé, que « la Société peut: acquérir, protéger, conserver et mettre en valeur des territoires à vocation faunique ou floristique ». 

## Léon Provancher, le naturaliste
Le nom de la société honore l'abbé Léon Provancher (1820-1892), un grand naturaliste du XIXe siècle, pionnier du développement des sciences naturelles au Canada. Il a précédé une série de célèbres naturalistes québécois, dont le plus connu fut le frère Marie-Victorin, né Conrad Kirouac (1885-1944).

## Activités de la Société
Les principaux axes d’intervention de la Société Provancher sont la protection et la gestion de milieux naturels, l’éducation et la diffusion des connaissances dans le domaine des sciences naturelles. Ses activités comprennent :
- l’administration de ses territoires protégés ;
- la publication de la revue « Le Naturaliste canadien » ;
- la location de chalets rustiques au Parc naturel et historique de l’île aux Basques ;
- les échanges avec les organismes de conservation de la nature, gouvernementaux et para gouvernementaux, ainsi qu’avec les organismes privés poursuivant les mêmes buts ;
- des activités à caractère éducatif pour les jeunes ;
- des travaux d'acquisition de connaissance portant notamment sur des inventaires de la faune et de la flore afin de mieux connaître la biodiversité de ses territoires, ainsi que sur les espèces menacées ou vulnérables au Québec[4].

## Publications
La Société produit des publications dont Le Naturaliste canadien, revue bi-annuelle, fondée en 1868 par l'abbé Léon Provancher, qui est devenue la publication officielle de la Société Provancher en 1994. Cette acquisition s'est faite grâce à un don en toute propriété consenti par le conseil d'administration de l'Université Laval, qui assurait depuis 1929 la publication du Naturaliste canadien.
Le fonds d’archives Société Provancher d'histoire naturelle du Canada est conservé au centre d’archives de Québec de la Bibliothèque et Archives nationales du Québec.

## Propriétés et acquisitions de terrains
La Société Provancher a acquis des îles, marais et autres terrains pour atteindre ses buts de conservation et d'éducation.
- La Société Provancher a acquis les îles Razades [6] dont la population d'eider à duvet de la colonie a fluctué, allant de 600 à 1 000 nids selon les années. La Razade d'en Haut a été achetée, le 21 janvier 1927, pour la somme de 500 $. La même année, monsieur W.T.Brown décidait de faire don de l'île Razade d'en Bas à la Société sous la seule condition d'en faire un sanctuaire d'oiseaux[7].
- Le Parc naturel et historique de l’Île aux Basques[8] est une île située en face Trois-Pistoles, dans l'estuaire maritime du Saint-Laurent, acquise par la Société Provancher en 1929.
- La Réserve naturelle du Marais-Léon-Provancher[9], située à Neuville au Québec, aux limites ouest de Saint-Augustin-de-Desmaures.
- L'île Dumais[10] et le rocher aux phoques, sur la rive sud du fleuve Saint-Laurent, en face de Saint-Germain-de- Kamouraska (Coordonnées: 47° 36' 51" N / 69° 47' 59" O). Ces territoires sont la propriété de la Société Provancher depuis 1997.
- La Réserve naturelle du lac-Clair-de-Perthuis[11], située au piémont des Laurentides, à la limite des Basses-terres du Saint-Laurent dans les municipalités de Saint-Alban et de Sainte-Christine-d'Auvergne.

## Autre organisme non-lié
Il y a un autre organisme qui porte le nom Léon Provancher, mais n'est pas lié à la Société Provancher ; il s'agit de la Maison Léon-Provancher à Cap-Rouge, Ville de Québec, fondée en 1990. Cependant, la Société Provancher a conclu une entente de collaboration avec la Maison Léon-Provancher afin de réaliser à la Réserve naturelle du Marais-Léon-Provancher des activités d’animation en sciences naturelles pour les jeunes.